# Super League 2011/12 (Schweiz)
Die Super League 2011/12 war die 115. Spielzeit der höchsten Schweizer Spielklasse im Fussball der Männer. Sie begann am 16. Juli 2011 mit dem Spiel FC Sion – FC Zürich (1:0), wurde vom 11. Dezember 2011 bis zum 4. Februar 2012 durch die Winterpause unterbrochen und am 23. Mai 2012 mit der 36. Runde beendet. Es nahmen zunächst zehn Mannschaften teil. Aufsteiger und damit neue Teilnehmer waren der FC Lausanne-Sport und der Servette FC.
Nach dem Lizenzentzug von Neuchâtel Xamax am 18. Januar 2012 bestritten noch neun Teams die Rückrunde, die Saison umfasste somit 34 statt 36 Spiele pro Mannschaft.
Titelverteidiger FC Basel wurde wieder, zum 15. Mal und zum dritten Mal in Folge, Schweizer Meister, wobei der Titel provisorisch (hängiger, später abgelehnter Antrag des FC Luzern auf einen 3:0-Forfaitsieg gegen den FC Sion anstelle des 1:1-Unentschiedens vom 13. August 2011) schon nach der 30. Runde mit dem 3:0-Auswärtssieg gegen den FC Sion am 22. April 2012 feststand, endgültig nach der 31. Runde, fünf Runden vor Meisterschaftsende, nach dem 3:1-Heimsieg gegen den FC Lausanne-Sport am 29. April 2012. Neuchâtel Xamax wurde in die 2. Liga interregional zwangsrelegiert, und der FC Sion sicherte sich den Verbleib in der Super League mit einem 3:1-Gesamtsieg gegen den FC Aarau in der Barrage.

## Statistiken
| FC Basel |

| BSC Young Boys |

| FC Luzern |

| Neuchâtel Xamax |

| FC Sion |

| FC Lausanne-Sport |

| Servette FC |

| FC Thun |

| FC Zürich / Grasshopper Club Zürich |

### Tabelle
| Pl.                           | Verein                  | Sp. | S  | U  | N  | Tore    | Diff. | Punkte |
| ----------------------------- | ----------------------- | --- | -- | -- | -- | ------- | ----- | ------ |
| 1.                            | FC Basel (M)            | 34  | 22 | 8  | 4  | 078:330 | +45   | 74     |
| 2.                            | FC Luzern               | 34  | 14 | 12 | 8  | 046:320 | +14   | 54     |
| 3.                            | BSC Young Boys          | 34  | 13 | 12 | 9  | 052:380 | +14   | 51     |
| 4.                            | Servette FC (N)         | 34  | 14 | 6  | 14 | 045:530 | −8    | 48     |
| 5.                            | FC Thun                 | 34  | 11 | 10 | 13 | 038:410 | −3    | 43     |
| 6.                            | FC Zürich               | 34  | 11 | 8  | 15 | 043:440 | −1    | 41     |
| 7.                            | FC Lausanne-Sport (N)   | 34  | 8  | 6  | 20 | 029:610 | −32   | 30     |
| 8.                            | Grasshopper Club Zürich | 34  | 7  | 5  | 22 | 032:660 | −34   | 26     |
| 9.                            | FC Sion (C)             | 34  | 15 | 8  | 11 | 040:350 | +5    | 17     |
| 10.                           | Neuchâtel Xamax *       | 18  | 7  | 5  | 6  | 022:220 | ±0    | 26     |
| Quelle: Swiss Football League |                         |     |    |    |    |         |       |        |

| (M) | amtierender Schweizer Meister          |
| (C) | Schweizer Cupsieger der letzten Saison |
| (N) | Neuaufsteiger der letzten Saison       |

### Punktabzug FC Sion
Die FIFA verhängte Anfang Juni 2009 eine einjährige Transfersperre gegen den FC Sion. Die Klubführung missachtete das Verbot aber in eklatanter Weise und verpflichtete mehrere Spieler. Präsident Christian Constantin stellte sich auf den Standpunkt, dass die Sperre die Amateursektion des Vereins betreffe. Die Profi-Abteilung werde aber von der AG «Olympique des Alpes» betrieben. In der Saison 2011/12 startete der FC Sion im Play-off (der letzten Qualifikationsrunde) der UEFA Europa League und setzte sich sportlich gegen Celtic Glasgow (A 0:0/H 3:1) durch. Wegen des Einsatzes von aufgrund der Transfersperre nicht spielberechtigten Spielern wurden beide Begegnungen mit 0:3 gegen Sion gewertet. Am 13. September lehnte die UEFA einen Einspruch gegen diese Entscheidung ab. Inzwischen hatte die FIFA dem Schweizerischen Fussballverband den Ausschluss aus der FIFA angedroht, sollte der Streit um den FC Sion bis zum 14. Januar 2012 nicht geklärt sein. Dies hätte auch Auswirkungen auf den FC Basel gehabt, der zu dem Zeitpunkt noch in der Champions League spielte. Am 30. Dezember 2011 wurde der FC Sion vom Schweizerischen Fussballverband mit einem Abzug von 36 Punkten bestraft und stand somit statt auf dem dritten mit fünf Minuspunkten auf dem letzten Platz. Der Entscheid wurde am 19. April 2012 vom Berner Obergericht bestätigt. Dem FC Sion wäre danach lediglich ein Weiterzug an das Bundesgericht übrig geblieben, was jedoch die Tabelle nicht verändert hätte, da ein Entscheid erst im Herbst 2012 hätte gefällt werden können.

### Lizenzentzug für Neuchâtel Xamax
Seit Mai 2011 war der damals in Genf lebende tschetschenische Geschäftsmann Bulat Tschagajew, Schwiegersohn des letzten KP-Chefs Tschetscheniens zur Sowjetzeit, Besitzer von Neuchâtel Xamax. Nachdem jedoch die Spielerlöhne nicht bezahlt worden waren und der Schweizerische Fussballverband keine Garantien für die Zahlungsfähigkeit von Tschagajew erhalten hatte, wurde Neuchâtel Xamax mehrfach mit Punktabzügen bestraft. Am 18. Januar 2012 gab die Swiss Football League bekannt, dass Neuchâtel Xamax die Lizenz entzogen wird. Dadurch wurde Neuchâtel Xamax per sofort vom Spielbetrieb ausgeschlossen. Erst in der darauf folgenden Saison durfte das neugegründete Neuchâtel Xamax 1912 in der 2. Liga interregional neu anfangen.

### Kreuztabelle
Die Kreuztabelle stellt die Ergebnisse aller Spiele dieser Saison dar. Die Heimmannschaft ist in der mittleren Spalte aufgelistet und die Gastmannschaft mit dem Vereinswappen in der obersten Reihe.
| Hinrunde (Runden 1–18) | Hinrunde (Runden 1–18)  | Hinrunde (Runden 1–18) | Hinrunde (Runden 1–18) | Hinrunde (Runden 1–18) | Hinrunde (Runden 1–18) | Hinrunde (Runden 1–18) | Hinrunde (Runden 1–18) | Hinrunde (Runden 1–18) | Hinrunde (Runden 1–18) | 2011/12                 | Rückrunde (Runden 19–36) | Rückrunde (Runden 19–36) | Rückrunde (Runden 19–36) | Rückrunde (Runden 19–36) | Rückrunde (Runden 19–36) | Rückrunde (Runden 19–36) | Rückrunde (Runden 19–36) | Rückrunde (Runden 19–36) | Rückrunde (Runden 19–36) | Rückrunde (Runden 19–36) |
| ---------------------- | ----------------------- | ---------------------- | ---------------------- | ---------------------- | ---------------------- | ---------------------- | ---------------------- | ---------------------- | ---------------------- | ----------------------- | ------------------------ | ------------------------ | ------------------------ | ------------------------ | ------------------------ | ------------------------ | ------------------------ | ------------------------ | ------------------------ | ------------------------ |
| FC Basel               | Grasshopper Club Zürich | Lausanne-Sport         | FC Luzern              | Neuchâtel Xamax        | Servette Genf          | FC Sion                | FC Thun                | BSC Young Boys         | FC Zürich              | Verein                  | FC Basel                 | Grasshopper Club Zürich  | Lausanne-Sport           | FC Luzern                | Servette Genf            | FC Sion                  | FC Thun                  | BSC Young Boys           | FC Zürich                |                          |
|                        | 4:1                     | 6:0                    | 1:0                    | 2:0                    | 2:0                    | 3:3                    | 2:1                    | 1:0                    | 1:2                    | FC Basel                |                          | 6:3                      | 3:1                      | 3:1                      | 5:0                      | 0:0                      | 2:1                      | 1:2                      | 1:0                      |                          |
| 2:2                    |                         | 2:0                    | 0:1                    | 0:1                    | 1:4                    | 2:1                    | 1:0                    | 0:3                    | 3:0                    | Grasshopper Club Zürich | 0:2                      |                          | 0:0                      | 2:2                      | 0:3                      | 0:2                      | 0:1                      | 2:0                      | 0:1                      |                          |
| 2:3                    | 2:1                     |                        | 0:1                    | 1:3                    | 0:0                    | 0:2                    | 1:0                    | 0:3                    | 2:1                    | FC Lausanne-Sport       | 0:2                      | 2:1                      |                          | 0:0                      | 3:1                      | 1:0                      | 1:0                      | 0:0                      | 0:1                      |                          |
| 3:1                    | 2:1                     | 2:0                    |                        | 1:2                    | 1:2                    | 2:0                    | 0:0                    | 1:1                    | 3:1                    | FC Luzern               | 1:1                      | 1:0                      | 3:2                      |                          | 3:1                      | 0:0                      | 0:1                      | 2:0                      | 1:1                      |                          |
| 1:1                    | 2:0                     | 2:2                    | 0:3                    |                        | 0:0                    | 0:3                    | 4:0                    | 0:0                    | 3:1                    | Neuchâtel Xamax         |                          |                          |                          |                          |                          |                          |                          |                          |                          |                          |
| 0:4                    | 3:4                     | 4:2                    | 0:2                    | 2:1                    |                        | 0:2                    | 1:2                    | 1:0                    | 0:1                    | Servette FC             | 2:1                      | 3:1                      | 0:0                      | 2:1                      |                          | 2:2                      | 0:2                      | 2:1                      | 1:1                      |                          |
| 0:1                    | 2:0                     | 1:0                    | 1:1                    | 2:0                    | 0:4                    |                        | 2:0                    | 1:2                    | 1:0                    | FC Sion                 | 0:3                      | 3:2                      | 1:0                      | 1:3                      | 0:1                      |                          | 1:0                      | 0:1                      | 2:1                      |                          |
| 1:1                    | 3:0                     | 5:2                    | 3:1                    | 0:0                    | 3:0                    | 0:3                    |                        | 1:1                    | 0:2                    | FC Thun                 | 2:3                      | 0:0                      | 2:0                      | 1:1                      | 1:0                      | 1:1                      |                          | 2:2                      | 2:4                      |                          |
| 1:1                    | 0:1                     | 4:1                    | 1:0                    | 4:1                    | 1:1                    | 1:1                    | 0:2                    |                        | 2:3                    | BSC Young Boys          | 2:2                      | 2:2                      | 1:3                      | 2:2                      | 3:1                      | 3:0                      | 4:0                      |                          | 1:0                      |                          |
| 0:1                    | 6:0                     | 4:1                    | 1:1                    | 0:2                    | 2:3                    | 1:1                    | 0:0                    | 1:2                    |                        | FC Zürich               | 1:5                      | 2:0                      | 2:0                      | 0:0                      | 0:1                      | 0:1                      | 1:1                      | 2:2                      |                          |                          |

### Barrage
Die beiden Relegationsspiele zwischen dem Neuntplatzierten der Super League und dem Zweitplatzierten der Challenge League wurden am 26. und 28. Mai 2012 ausgetragen, wobei sich der FC Sion den Verbleib in der Super League mit einem 3:1-Gesamtsieg gegen den FC Aarau sichern konnte.
| Datum        |          | Ergebnis  |          | Torschützen                                           |
| ------------ | -------- | --------- | -------- | ----------------------------------------------------- |
| 26. Mai 2012 | FC Sion  | 3:0 (0:0) | FC Aarau | 1:0 Mrdjy (58.), 2:0 Margairaz (67.), 3:0 Mrdjy (82.) |
| 28. Mai 2012 | FC Aarau | 1:0 (0:0) | FC Sion  | 1:0 Gashi (54.)                                       |
| Gesamt:      | FC Sion  | 3:1       | FC Aarau |                                                       |

### Torschützenliste
Quelle: weltfussball.com
| Rang | Tore | Name                | Land       | Verein                  |
| ---- | ---- | ------------------- | ---------- | ----------------------- |
| 01   | 24   | Alexander Frei      | Schweiz    | FC Basel                |
| 02   | 13   | Marco Streller      | Schweiz    | FC Basel                |
| 03   | 9    | Emmanuel Mayuka     | Sambia     | BSC Young Boys          |
|      | 9    | Xherdan Shaqiri     | Schweiz    | FC Basel                |
|      | 9    | Vilmos Vanczák      | Ungarn     | FC Sion                 |
|      | 9    | Matías Vitkieviez   | Schweiz    | BSC Young Boys          |
| 07   | 8    | Goran Karanović     | Schweiz    | Servette FC             |
|      | 8    | Matt Moussilou      | Frankreich | FC Lausanne-Sport       |
|      | 8    | Christian Schneuwly | Schweiz    | FC Thun                 |
|      | 8    | Ishmael Yartey      | Ghana      | Servette FC             |
|      | 8    | Steven Zuber        | Schweiz    | Grasshopper Club Zürich |

### Spielorte, Spielstätten und Zuschauer
Quelle: weltfussball.com
| Stadt     | Einwohner | Verein                  | Stadion                        | Kapazität | Gesamt  | Schnitt | ± zu 2010/11 |
| --------- | --------- | ----------------------- | ------------------------------ | --------- | ------- | ------- | ------------ |
| Basel     | 169 0190  | FC Basel                | St. Jakob-Park                 | 038 512   | 506 171 | 029 774 | +02,51 %     |
| Bern      | 131 4660  | BSC Young Boys          | Stade de Suisse                | 031 783   | 358 763 | 021 103 | −01,85 %     |
| Genf      | 191 2370  | Servette FC             | Stade de Genève                | 030 084   | 181 848 | 010 696 | +77,50 %     |
| Lausanne  | 125 8850  | FC Lausanne-Sport       | Stade Olympique de la Pontaise | 015 850   | 106 568 | 006 268 | +92,51 %     |
| Luzern    | 076 7020  | FC Luzern               | Swissporarena                  | 017 000   | 241 064 | 014 180 | +77,41 %     |
| Neuchâtel | 032 8190  | Neuchâtel Xamax         | Stade de la Maladière          | 012 500   | 037 341 | 004 149 | −19,22 %     |
| Sion      | 029 7180  | FC Sion                 | Stade de Tourbillon            | 020 200   | 174 700 | 010 276 | −02,60 %     |
| Thun      | 042 3300  | FC Thun                 | Arena Thun                     | 010 000   | 103 700 | 006 100 | +27,30 %     |
| Zürich    | 385 4680  | FC Zürich               | Letzigrund                     | 025 500   | 178 700 | 010 511 | −10,55 %     |
| Zürich    | 385 4680  | Grasshopper Club Zürich | Letzigrund                     | 025 500   | 096 200 | 005 658 | −16,65 %     |

## Die Meistermannschaft des FC Basel
| 1.       | FC Basel |
| FC Basel | - Tor: Massimo Colomba (2/-), Marcel Herzog (1/-), Yann Sommer (31/-) - Abwehr: David Abraham (23/3), Arlind Ajeti (1/-), Scott Chipperfield (6/-), Philipp Degen (9/1), Aleksandar Dragović (28/1), Radoslav Kováč (15/-), Genséric Kusunga (6/-), Joo-Ho Park (26/-), Markus Steinhöfer (29/1), Kay Voser (6/-) - Mittelfeld: Stephan Andrist (17/2), Cabral (20/1), Fabian Frei (31/4), Benjamin Huggel (23/4), Xherdan Shaqiri (31/9), Valentin Stocker (15/4), Fwayo Tembo (5/-), Gilles Yapi-Yapo (15/-), Granit Xhaka (24/1), Taulant Xhaka (4/-) - Sturm: Roman Buess (1/-), Alexander Frei (31/24), Kwang-Ryong Pak (13/1), Marco Streller (30/13), Jacques Zoua (26/7) - Trainer: Heiko Vogel |

- Pascal Schürpf (3/-) verliess den Verein während der Saison.